# Gare de Tunis Marine
La gare de Tunis Marine est une gare ferroviaire terminus de la ligne de Tunis-Goulette-Marsa, dite TGM. Elle est située sur la route de La Goulette, à l'extrémité de l'avenue Habib-Bourguiba, sur le bord du lac de Tunis et à proximité du centre-ville de Tunis en Tunisie.
Elle est en correspondance avec la station terminus de la ligne 3 et de la ligne 6 du métro léger de Tunis.

## Situation ferroviaire
La gare de Tunis Marine est un terminus de la ligne TGM (Tunis-Goulette-Marsa), avant la gare du Bac, en direction du terminus de Marsa Plage.

## Histoire

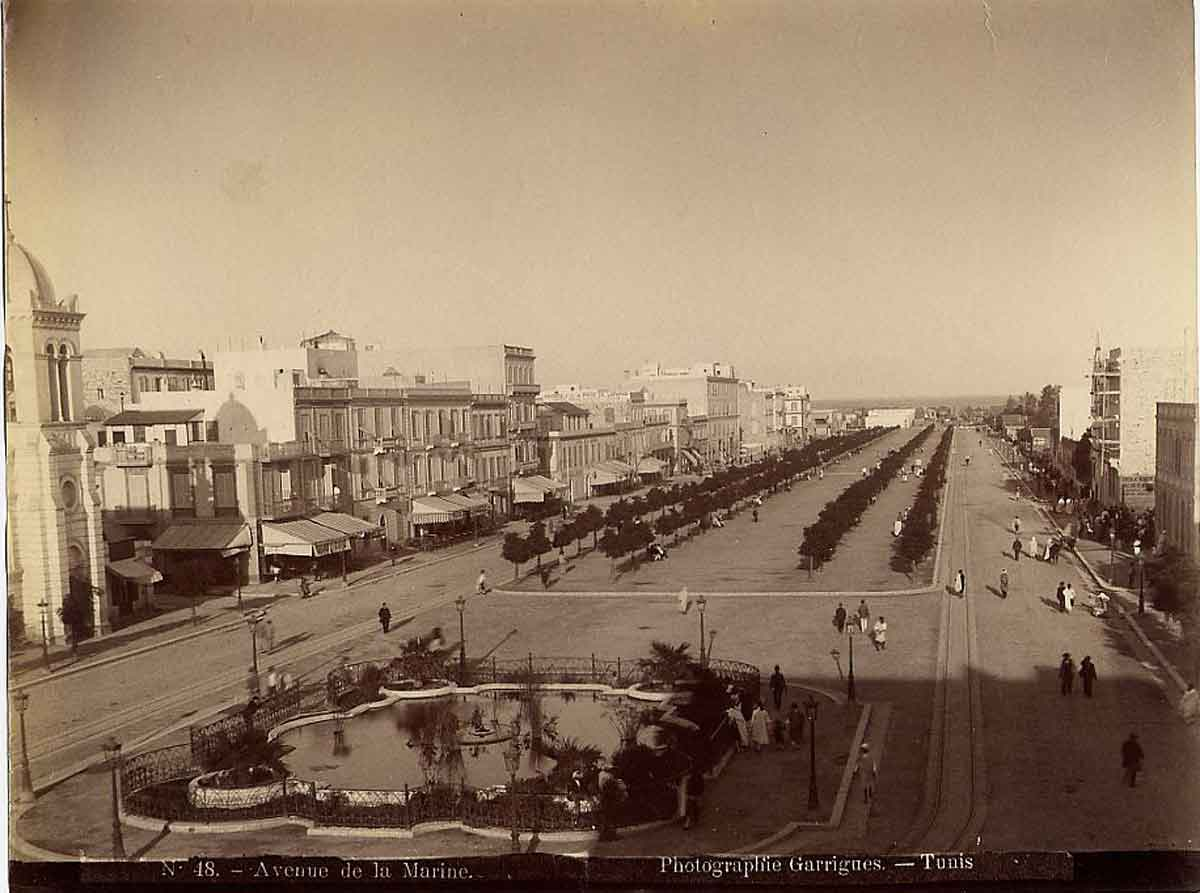
Gare en 1885.

La gare de Tunis Marine est mise en service en 1872.
En avril 1898, un embranchement de la gare de Tunis-Ville à la gare de Tunis Marine est mis en service. Le 29 juillet 1898, la Compagnie des chemins de fer Bône-Guelma rachète à la Société de navigation générale italienne son réseau tunisien qui comprend notamment l'embranchement Tunis-Marine et un embranchement Goulette-Marine.
En 1900, la gare est reliée à la gare de Tunis par un embranchement à voie à écartement normal, long de 1 500 mètres.
Depuis 2003, la ligne et la gare sont gérées par la Société des transports de Tunis (Transtu).

## Service des voyageurs

### Desserte
La gare est desservie par les trains de la relation Tunis Marine - La Marsa. Les départs ont lieu de 3h30 à 23h. La fréquence entre les trains est de 15 minutes.

Installations et desserte
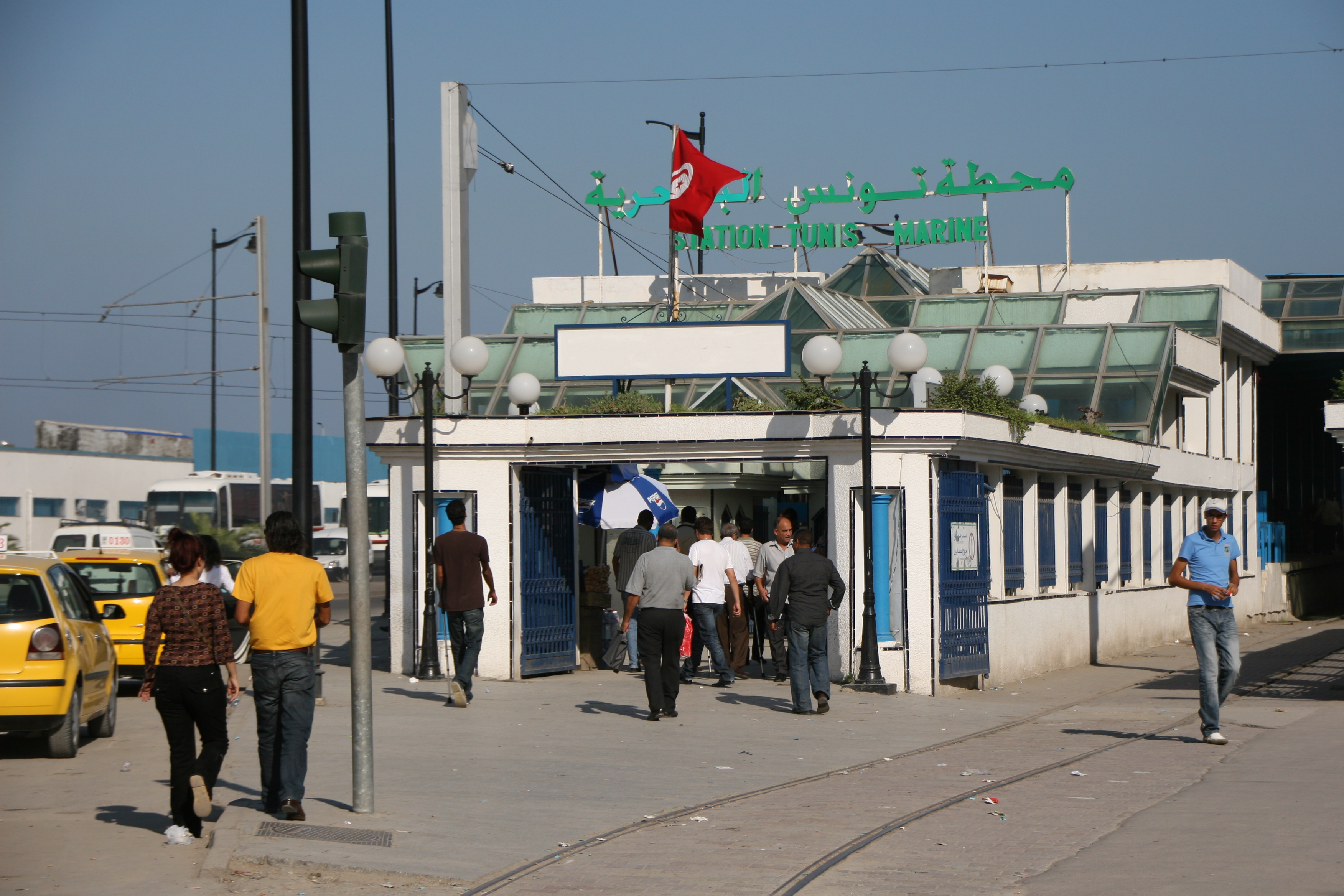
Vue extérieure de la gare (2009).
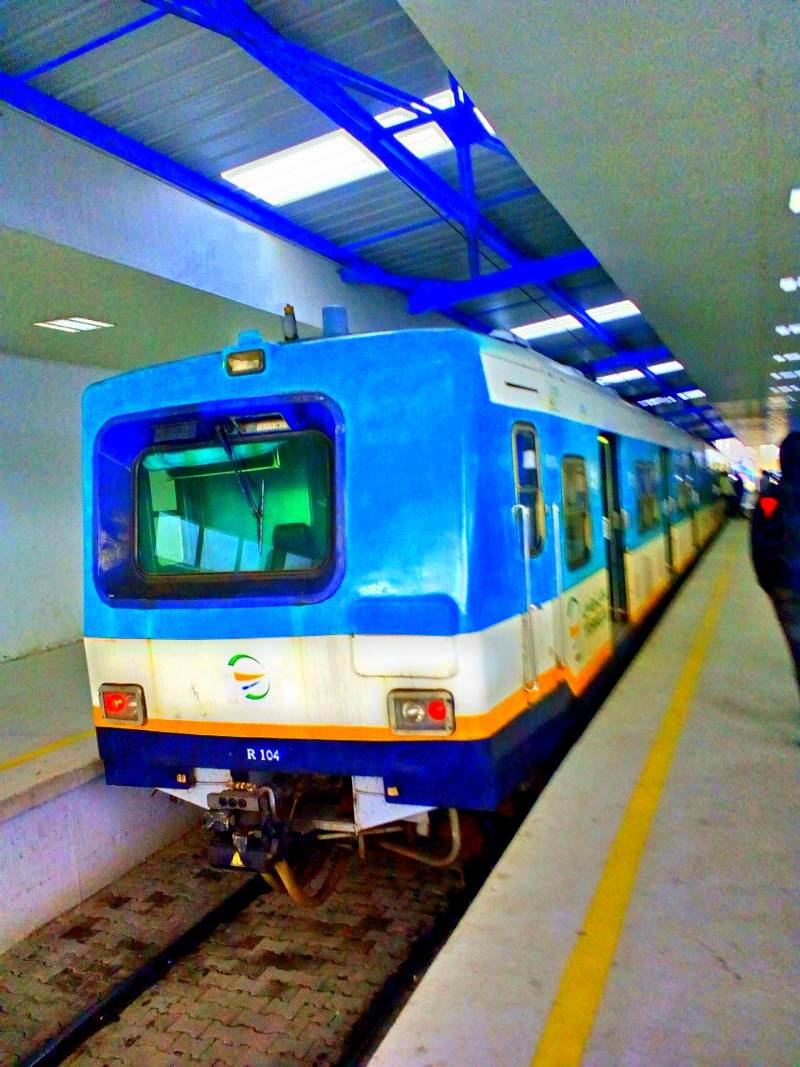
Train en gare (2017).
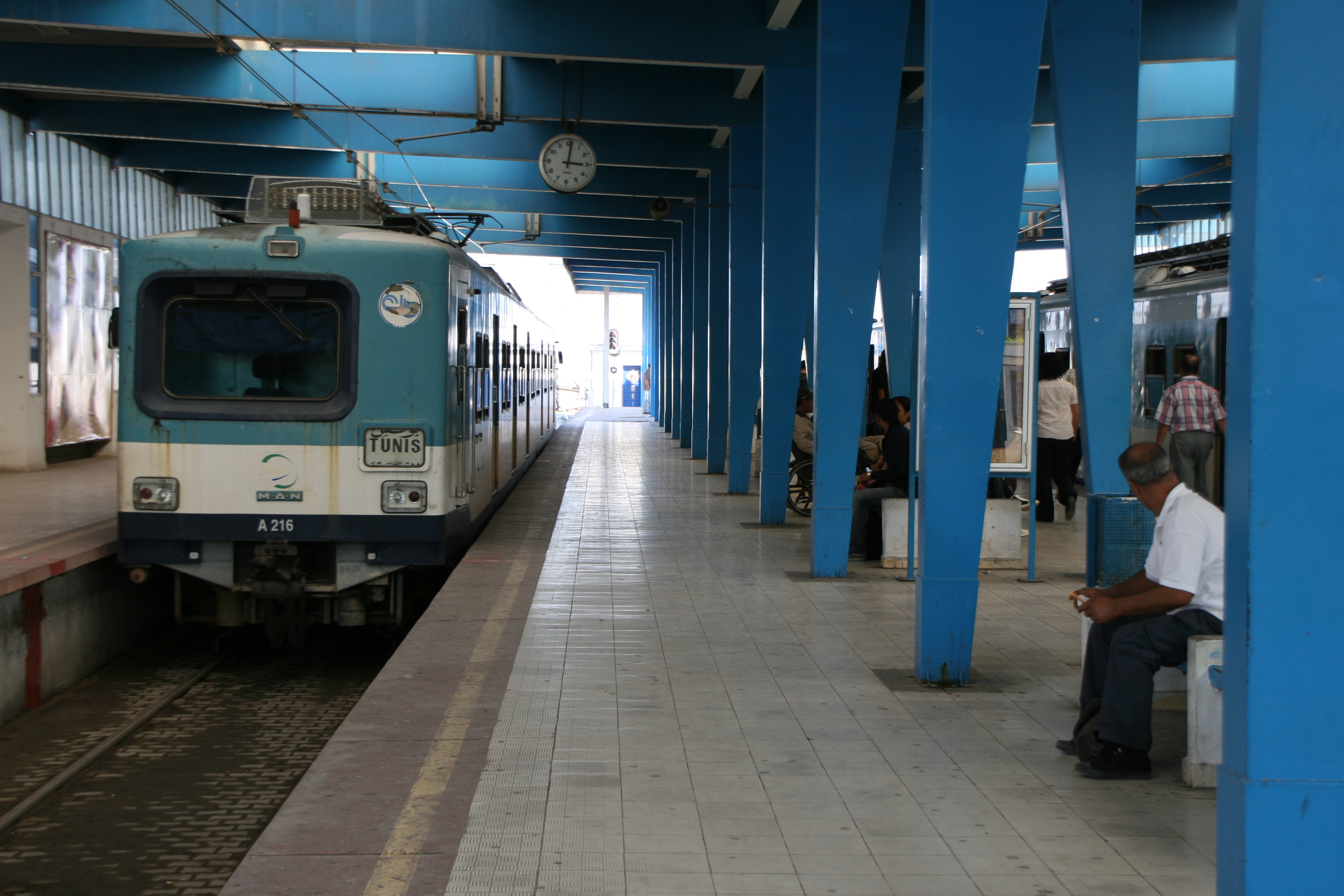
Train en gare (2009).

### Intermodalité
Elle est en correspondance avec la station Tunis Marine du métro léger de Tunis.